# Palawan

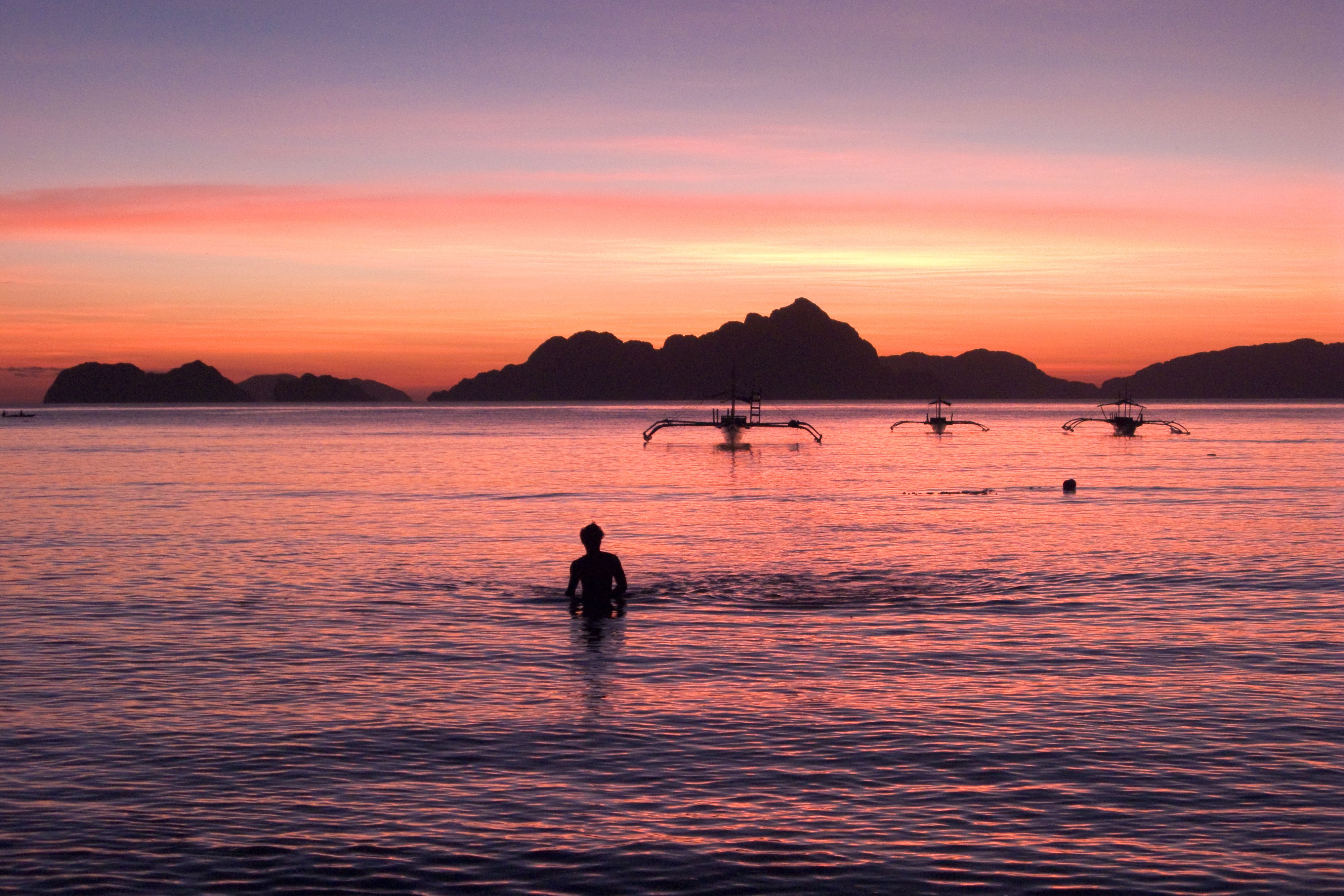

Palawans läge i Filippinerna.

Palawan är en filippinsk ö och provins i regionen MIMAROPA. Provinsen är med sina 14 896,3 km² Filippinernas till ytan största, och sträcker sig från Mindoro i nordöst till Borneo i sydväst. Provinsen Palawan består av ön med samma namn, plus ett stort antal kringliggande mindre öar. Den hade 892 660 invånare vid folkräkningen 2007. I nordväst har Palawan Sydkinesiska havet, och i sydöst Suluhavet. Provinshuvudstad är Puerto Princesa City, trots att denna stad har en administrativt självständig status gentemot resten av provinsen. Man brukar dock oftast räkna in denna stad i statistiska sammanställningar över Palawan. Förutom denna stad består Palawan av 23 kommuner.
Enligt ett beslut från 2005 skulle provinsen föras över från MIMAROPA till regionen Västra Visayas, men detta lades på is efter ett annat beslut senare samma år.
Under tiden ön politiskt var en del av Borneo hette provinsen Paragna.
Själva ön Palawan har arealen 12 189 km²  och är  glest befolkad jämfört med resten av Filippinerna, med frodig regnskog och vita sandstränder.
Två av Unescos världsarv ligger i provinsen Palawan:
- Puerto Princesa Subterranean River National Park
- Tubbataharevet

## Kommuner
Provinsen Palawan är indelad i 23 kommuner, samt staden Puerto Princesa City som har en självständig status. Tretton av kommunerna ligger på ön Palawan, medan resten är belägna på kringliggande småöar som också hör till provinsen.

### Stad
- Puerto Princesa City

### Kommuner

#### På ön Palawan
| - Aborlan - Bataraza - Brooke's Point - Dumaran - El Nido - Narra | - Quezon - Rizal - Roxas - San Vicente - Sofronio Española - Taytay |

#### På andra öar i provinsen
| - Agutaya - Araceli - Balabac - Busuanga - Cagayancillo - Coron | - Culion - Cuyo - Kalayaan - Linapacan - Magsaysay |

## Kuriosa
Vårsäsongen av dokusåpan Robinson 2009 spelades in på Palawan.
Men även vintersäsongens 2011 spelades in på ön palawan och utgick från den lila staden El Nido.